# Seiji Maehara
Seiji Maehara (jap. 前原誠司 Maehara Seiji; ur. 30 kwietnia 1962 w Kioto) – japoński polityk, deputowany do Izby Reprezentantów od 1993, przewodniczący Partii Demokratycznej w latach 2005-2006, minister spraw zagranicznych w latach 2010-2011.

## Życiorys
Seiji Maehara urodził się w 1962 w Kioto. W 1987 ukończył studia na Wydziale Prawa (specjalizacja: polityka międzynarodowa) na Uniwersytecie Kiotyjskim.
W 1991 został deputowanym do Zgromadzenia Prefektury Kioto. W lipcu 1993 po raz pierwszy uzyskał mandat deputowanego do Izby Reprezentantów. W kolejnych wyborach w 1996, 2000, 2003, 2005 oraz 2009 uzyskiwał reelekcję.
W 1998 przystąpił do nowo utworzonej Partii Demokratycznej. We wrześniu 2001 objął w niej funkcję zastępcy sekretarza generalnego. W gabinecie cieni zajmował stanowisko ministra obrony oraz dwukrotnie ministra spraw zagranicznych.
17 września 2005 został wybrany przewodniczącym Partii Demokratycznej, gdy ze stanowiska po przegranych wyborach zrezygnował Katsuya Okada. Maehara w partyjnym głosowaniu tylko nieznacznie pokonał Naoto Kana, stosunkiem głosów 96 do 94. W kwietniu 2006 zrezygnował z urzędu po wybuchu skandalu korupcyjnego. Jego następcą został wybrany Ichirō Ozawa. W sierpniu 2007 objął funkcję wiceprzewodniczącego partii.
Po zwycięstwie Partii Demokratycznej w wyborach parlamentarnych, 16 września 2009 został mianowany ministrem ziemi, infrastruktury, komunikacji i turystyki w rządzie Yukio Hatoyamy. Stanowisko to początkowo zachował w rządzie Naoto Kana sformowanym w czerwcu 2011. Dopiero 17 września 2011 premier Kan mianował go na urząd ministra spraw zagranicznych. Jako szef dyplomacji opowiadał się za ścisłymi stosunkami ze Stanami Zjednoczonymi oraz sprzeciwiał się rozbudowie arsenału wojskowego przez Chiny.
Ze stanowiska zrezygnował 6 marca 2011, gdy na światło dzienne wyszła informacja, że przyjął dotację finansową w wysokości 60 tys. jenów (610 dolarów) od południowokoreańskiego obywatela mieszkającego w Japonii. Złamał w ten sposób prawo, zakazujące przyjmowania dotacji na cele polityczne od obcokrajowców w celu uniknięcia jakichkolwiek stosunków zależności. Następnego dnia premier przyjął jego dymisję i pełniącym obowiązki ministra spraw zagranicznych mianował Yukio Edano.
W sierpniu 2011, po rezygnacji ze stanowiska premiera i szefa Partii Demokratycznej przez Naoto Kana, został jednym z 5 kandydatów na jego następcę. W partyjnym wyborach 29 sierpnia 2011 zajął trzecie miejsce (uzyskał 74 głosy), przegrywając z ministrem Banri Kaiedą (143 głosy) oraz Yoshihiko Nodą (102 głosy). W drugiej rundzie głosowania udzielił poparcia drugiemu z nich, co zapewniło Nodzie zwycięstwo i objęcie urzędu premiera.
1 października 2012 został ministrem ds. polityki narodowej, oceanicznej, gospodarczej, technicznej i kosmicznej po zmianach w gabinecie premiera Yoshihiko Nody.